# Tania Robledo
Tania Robledo (Ciudad de México, 17 de junio de  1977) es una actriz colombiana de origen mexicano, de televisión, cine y teatro. Ha realizado producciones tanto en México como en Colombia. Su papel más reconocido fue el de Natalia Franco en la serie de televisión colombiana Padres e Hijos, la cual fue emitida durante 16 años y 3 meses. Ha realizado telenovelas, películas y series para productoras como Telemundo, Canal Caracol, Televisa, Canal RCN, Frontera Films y Horizonte Films en ambos países. Posó para la lente de la Revista Soho en abril de 2016.

## Filmografía

### Televisión
- Décimo grado (1990)
- Ana de negro (1991)
- Padres e hijos (1993-2000) — Natalia Franco
- Clase aparte (1994) — Manuela
- Las Marías (1997)
- Mujer, casos de la vida real (2002) — Ep: Boca de fuego
- El terreno de Eva (2003)
- Luna, la heredera (2005) — Katia
- Rebelde — Viridiana de Fernández (2006)
- Tormenta en el paraíso (2007)
- Objetos perdidos (2007) — Various Characters
- Trece miedos (2007) — Mamá de María
- ¿Y ahora qué hago? (2007) — Laura
- Vecinos (2007) — Mesera
- Decisiones (2007) — Ep: Amor padrastro
- La rosa de Guadalupe (2008) — Otilia Ep: La maestra Otilia
- Deseo Prohibido (2008) _ Dolores
- Oye Bonita (2008-2010)
- Capadocia (2010) — Gerente de Banco
- Las Aparicio (2011) — Magdalena Castrejón
- El Greco (2011)
- Allá te espero (2013)
- 5 viudas sueltas (2013)
- El día de mi suerte (2013)
- Mujeres al limite (2016) — Marcela Torres
- La bella y las bestias (2018)
- Un poquito tuyo (2019) — Terapeuta
- Vecinos (2019) — Gaby
- Survivor: La isla de los famosos (2023) — Participante

### Cine
- Instrucciones para robar una motocicleta (1998)
- Hasta el viento tiene miedo (2006) — Paramédico
- Alta infidelidad (2006) — Tania
- El garabato (2008) — Frida
- Desbocados (2008) — Abril
- El tosco (2010)
- La cumbia asesina (2012)
- Puras mentiras (2013)
- ¿En dónde están los ladrones? (2017) — Doña María

### Teatro
- El extraño del tren (1990)
- Posdata: tu gato ha muerto (2008)
- Las penas saben nadar (2014)
- Una extraordinaria actriz (2017)
- Si no es productor no las mira (2017)